# يوليا كولتونوفا
يوليا نيكولاييفنا كولتونوفا (الروسية: Юлия Николаевна Колтунова) (من مواليد 4 مايو 1989 في فولغوغراد) لاعبة غطس روسية.  المنافسة في دورة الألعاب الاولمبية الصيفية لعام 2004 ، فازت بميدالية فضية في منصة النساء متزامنة 10 أمتار مع زميلته ناتاليا جونشاروفا. شاركت أيضًا في الألعاب الأولمبية الصيفية 2012. 

## روابط خارجية
- يوليا كولتونوفا على موقع الاتحاد الدولي للسباحة (الإنجليزية)
- يوليا كولتونوفا على موقع قاعدة بيانات الغوص IAT (الألمانية)
- يوليا كولتونوفا على موقع اللجنة الأولمبية الدولية (الإنجليزية)
- يوليا كولتونوفا على موقع أوليمبيديا (الإنجليزية)